# Route nationale 237 (France)
Pour les articles homonymes, voir Route nationale 237.
La route nationale 237 ou RN 237 est une route nationale française. Cette voie express à 2×2 voies relie l'échangeur avec les RN 11 et 137 au pont de l'île de Ré et au grand port maritime de La Rochelle en contournant La Rochelle par le nord.

## Échangeurs
- Échangeur entre N 11, N 137 et N 237
- Puilboreau
- D 104 La Rochelle, Lagord, Nieul-sur-Mer, L'Houmeau, Marsilly
- Mireuil
- N 537 La Pallice
- Aéroport de La Rochelle, Laleu
- D 735 Pont de l'île de Ré, Île de Ré